# 六苴镇
六苴镇，是中华人民共和国云南省楚雄彝族自治州大姚县下辖的一个乡镇级行政单位。

## 行政区划
六苴镇下辖以下地区：
六苴村、波西村、簸箕村、石房村、红光村、者纳么村、外期地村和双河村。